# Streblotrichum propaguliferum
Streblotrichum propaguliferum är en bladmossart som beskrevs av Li Xing-jiang och Zhang Man-xiang 1983. Streblotrichum propaguliferum ingår i släktet Streblotrichum och familjen Pottiaceae. Inga underarter finns listade i Catalogue of Life.